# Der Weg zur Schande
Pour plus de détails, voir Fiche technique et Distribution.
Der Weg zur Schande est un film germano-britannique réalisé par Richard Eichberg, sorti en 1930. Il existe également une version en anglais du film : The Flame of Love et une version en français : Hai-Tang.

## Synopsis
Deux officier de l'armée impériale russe tombent amoureux d'une jeune Chinoise.

## Fiche technique
- Titre : Der Weg zur Schande
- Réalisation : Richard Eichberg
- Scénario : Ludwig Wolff (de)
- Photographie : Heinrich Gärtner et Bruno Mondi
- Musique : Hans May et John Reynders
- Pays d'origine : Allemagne  République de Weimar - Royaume-Uni
- Format : Noir et blanc - 1,33:1 - Mono
- Genre : drame
- Date de sortie : 1930

## Distribution
- Anna May Wong : Hai-Tang
- Francis Lederer : Lieutenant Boris Borrisoff
- Georg H. Schnell : Gouverneur général Pawel